# Džemgang dzong
Džemgang dzong, tudi  Dechen Dzong je trdnjava (dzong) v osrednjem delu Butana, na vrhu grebena, ki se strmo dviga iz soteske reke Mangdečhu, iz katerega je lep razgled na vasico Trong in mestece DŽemgang. Zgrajen je bil sredi 17. stoletja; leta 1963 pa ga je po požaru obnovil tretji nepalski kralj, ki je ustanovil samostojno pokrajno Džemgang (Zhemgang), katere upravno središče je postal dzong in bližnje mestece.

## Zgodovina
Sedanji dzong so zgradili leta 1655 na mestu majhnega samostana, ki ga je zgradil Lama Zhang Dorji Dragpa po prihodu iz Tibeta v 12. stoletju oziroma leta 1163.    Takrat se je regija Džemgang imenovala Khengrig Namsum. Regija je namreč bila razdeljena med več kraljevstev in lokalne veljake, ki so poskušali pridobiti nadvlado drug nad drugim. Neki Njakhar Dung naj bi bil najmočnejši oblastnik v regiji. Sredi 17. stoletja je Šabdrung Ngawang Namgyal toliko konsolidiral svojo moč na vzhodnih regijah, da se je lahko usmeril na osrednjo regijo. Imenoval je penlopa v Trongsa. Tunglabi Dung, rival Nakharja Dunga je poklical, da intervenira penlop iz Trongsa, ki je tudi premagal vojsko Njakhar Dunga. Vsi drugi oblastniki so se predali in tako je vsa regija Kheng prišla pod penlopa. Trdnjava je bila zgrajena leta 1655 kot enonadstropna zgradba, da bi simbolizirala združitev treh gospostev ali Khengrig Namsuma. Po požaru je leta 1963 dzong obnovil tretji butanski kralj Džigme Dorji Vangčuck in po njem imenoval novo ustanovljeno regijo, dzong pa je bil preimenovan v Dechen Yangtse ali Druk Dechen Yangtse. Sredi 80-tih  je bila regijska administracija preseljena iz gradu v ločeno dvonadstropno stavbo.   

## Ljudsko izročilo in miti
Po lokalnem ljudskem izročilu in mitih naj bi ime dzonga izviralo iz samostana, ki je bil imenovan po ustanovitelju lami Zhangu »Zhangang« (pomeni: 'neizmerno privzdignjen') oziroma po svojem ustanovitelju. Lama Zhang je bil učenec šole Drukpe Kagyud, ki je prišel v Butan iz Zhamlinga na Tibetu, da bi razširjal budizem. Po ljudskem mitu je močno božanstvo Khaling imenovano Lango rovarilo proti lami Zhangu in ga ubilo pri vasi Trong, ki naj bi bila zaradi tega prekleta. Zato verjamejo, da bodo ljudje iz Tronga vedno revni.